# Yonkoma

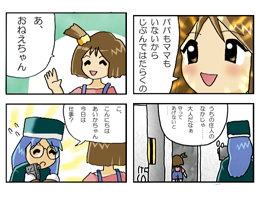
Esempio di manga yonkoma

Un manga yonkoma, o in breve 4-koma, (4コマ漫画? lett. "di 4 vignette") è un particolare formato di striscia a fumetti  diffuso in Giappone, composto appunto da 4 vignette e generalmente utilizzato per racconti umoristici.

## Struttura
Lo yonkoma segue una struttura denominata Kishōtenketsu (起承転結?) o Kishōtengō (起承転合?), che originalmente era utilizzata nella poesia tradizionale cinese per composizioni di quattro versi. Il primo carattere cinese si riferisce all'introduzione o kiku (起句?), a cui segue lo sviluppo o shoku (承句?), poi la svolta inaspettata o tenku (転句?), e il termine o kekku (结句??). Una canzone popolare giapponese esemplifica questa struttura:
(da 101 storie Zen)
Nei fumetti yonkoma questa struttura è applicata come segue:
- Ki (起?) - La prima vignetta costituisce l'introduzione e la base della storia e definisce l'ambientazione.
- Shō (承?) - La seconda vignetta sviluppa la storia sulle premesse della prima. In genere non si verificano eventi significativi.
- Ten (転?) - La terza vignetta rappresenta il culmine della storia, in cui si verifica uno sviluppo imprevisto.
- Ketsu (結?) - La quarta vignetta è la conclusione, in cui si vedono gli effetti degli avvenimenti raccontati nella terza vignetta.

## Tipologie

Disposizione tradizionale

Le vignette sono generalmente di uguali dimensioni e disposte verticalmente per essere lette dall'alto verso il basso, prima la colonna di destra, poi quella di sinistra. La tipologia più comune, soprattutto in presenza di diversi "capitoli" si presenta quindi come segue:
| Titolo 2   | Titolo 1   |
| ---------- | ---------- |
| Vignetta 1 | Vignetta 1 |
| Vignetta 2 | Vignetta 2 |
| Vignetta 3 | Vignetta 3 |
| Vignetta 4 | Vignetta 4 |

Una variante della struttura utilizza solo una delle due colonne per la storia, inserendo alla destra un grande riquadro con un'immagine e il titolo del capitolo. Questo formato è utilizzato generalmente per inserire un solo capitolo per pagina.
| Vignetta 1 | Immagine e titolo |
| Vignetta 2 | Immagine e titolo |
| Vignetta 3 | Immagine e titolo |
| Vignetta 4 | Immagine e titolo |

Un'altra variante introduce come la precedente un solo capitolo per pagina con un titolo ed un'immagine inseriti in un grande riquadro, ma le vignette sono disposte orizzontalmente da leggere da destra a sinistra in una struttura ibrida 2x2..
| Immagine e titolo | Immagine e titolo |
| ----------------- | ----------------- |
| Vignetta 3        | Vignetta 1        |
| Vignetta 4        | Vignetta 2        |

## Pubblicazioni
Questo formato di fumetti appare in Giappone su ogni tipo di pubblicazione: riviste di manga graphic novel, quotidiani, riviste dedicate ai videogiochi o alla cucina, ecc. Le trame dei racconti si concludono solitamente entro le 4 vignette, ma sono anche possibili sviluppi seriali che si protraggono per diverse uscite, creando una sorta di storia continua. Alcuni yonkoma possono trattare argomenti piuttosto seri, anche se la chiave è solitamente umoristica.

### Pubblicazioni famose
Alcuni dei manga più famosi realizzati in formato yonkoma sono Azumanga daiō, Sazae-san, Nono-chan, Baito-kun, Lucky Star e Potemayo. Il formato verticale è stato usato in numerosi fumetti online, tra i quali Ghastly's Ghastly Comic, Nelshael e Sexy Losers, mentre il formato ibrido 2x2 è stato usato in Megatokyo e Shortpacked.